# Auf und davon (Fernsehserie)
Auf und davon (Originaltitel: Runaway Island) ist eine 16-teilige australisch-französische Kinder- und Jugendfernsehserie. Die Buchvorlage lieferte Paul Wheelahan, der die Geschichte nach einer wahren Begebenheit erzählte. Regie führte Frank Arnold.

## Handlung
Die Geschwister Jaime und Jemma McLeod leben mit ihrem Vater auf einem Landsitz nahe der Hafenstadt Sydney. Zu Anfang des 19. Jahrhunderts ist Australien noch britische Kolonie und wird vornehmlich dazu benutzt, Straftäter aus dem Mutterland dorthin zu verbannen. Kontrolliert wird der Bundesstaat New South Wales von dem korrupten und gewalttätigen Captain Corkle, der das Recht mit Füßen tritt und die Einwohner mit seinen Polizeieinheiten und Helfershelfern einzuschüchtern sucht. Lachalan McLeod, der Vater der Kinder ist entschlossen, dem Treiben von Corkle und seiner Bande ein Ende zu setzen. Akribisch hat er belastendes Material gesammelt, das er nun nach England bringen will, um eine Absetzung und Anklage gegen Corkle zu erwirken. Doch Corkle kommt ihm zuvor und lässt ihn verhaften.
Auch Jaime und Jemma McLeod geraten in die Hände von Corkle und seinen Schergen und landen im Gefängnis. Dort lernen sie die Straßenjungen Tom und Nipper kennen. Es gelingt ihnen zu fliehen. Mit Hilfe der Wirtin Polly, die eine Taverne am Hafen betreibt, sowie dem Landarbeiter Rodriguez flüchten die Kinder auf eine Insel nahe der Stadt. Inzwischen haben sich weitere Straßenkinder ihnen angeschlossen, die, getrieben von Hunger und bitterer Armut, nichts mehr zu verlieren haben. Hinzu kommt noch der Landstreicher Joe Dunn, den sie für sich gewinnen können. Sie alle schwören, gemeinsam den Kampf gegen Corkle aufzunehmen und alles zu tun, um McLeod zu befreien und Gerechtigkeit zu erwirken.

## Episodenliste
1. Allein gegen alle
2. Die Tabaksdose
3. Mitgegangen – Mitgefangen
4. Wettlauf gegen die Zeit
5. Der Verrat
6. Ein Freund namens J.M.
7. Auf der Flucht
8. Es lebe die Freiheit
9. Die Macht des Goldes
10. Der schwarze Falke
11. Das Geheimnis der Todesschlucht
12. Die Goldmine
13. In der Falle
14. Ein Schiff aus Spanien
15. Der Schatz der Inkas
16. Das Duell